# Torneo Clausura 2022 de Primera División (Liga Catamarqueña)
El Torneo Clausura 2022 de Primera División, organizado por la Liga Catamarqueña de Fútbol, será el segundo torneo del año 2022. Inició el 16 de septiembre y finalizó el 4 de diciembre.
Lo disputaron los doce equipos pertenecientes a dicha división. El campeón obtuvo la plaza al próximo Torneo Provincial y una suma total de $300.000 pesos.
El nuevo participante fue el equipo ascendido del Torneo Anual de Primera B: San Isidro de Nueva Coneta, que hará su estreno en esta categoría.
El sorteo del fixture se realizó el 16 de agosto en la sede de la Liga.
Consagró campeón a Defensores del Norte, que obtuvo así su decimotercer título. Clasificó, así, al Torneo Provincial 2023.

## Ascensos y descensos
| Pos. | Descendido de la Primera División 2022 |
| ---- | -------------------------------------- |
| 12.º | Rivadavia (Huillapima)                 |

| Pos. | Ascendido de la Primera B 2022 |
| ---- | ------------------------------ |
| 1.º  | San Isidro (Nueva Coneta)      |

## Formato
Los 12 equipos jugarán 11 partidos cada uno a lo largo de 11 fechas, en una sola rueda, bajo el sistema de todos contra todos. En este torneo se usará el sistema de puntos, de acuerdo a la reglamentación de la Internacional F. A. Board, asignándose tres puntos al equipo que resulte ganador, un punto a cada uno en caso de empate y cero puntos al perdedor. 
El club que se ubique en el primer puesto, se consagrará campeón y tendrá el derecho a disputar el Torneo Provincial 2023.
El orden de clasificación de los equipos, se determinará en una tabla de cómputo general, de la siguiente manera:
- 1) Mayor cantidad de puntos.
- 2) Mejor performance en los partidos que se enfrentaron entre sí en cada etapa; en caso de igualdad;
- 3) Mayor diferencia de goles; en caso de igualdad;
- 4) Mayor cantidad de goles a favor; en caso de igualdad;
- 5) Sorteo.

En caso de que la igualdad, sea de más de dos equipos, esta se dejará reducida a dos clubes, de acuerdo al orden de clasificación de los equipos determinado anteriormente.
Premios
La Liga Catamarqueña confirmó cómo se repartirá el $1.500.000 aportado por la Secretaría de Deportes, para los equipos que finalicen entre los primeros cuatro lugares de la Tabla de Posiciones.
- El equipo que se consagre campeón se llevará una suma total de $300.000
- El subcampeón se llevará una suma total de $250.000
- El tercero se llevará una suma total de $200.000
- El cuarto se llevará una suma total de $150.000

## Equipos participantes
| Nombre del club                         | Ciudad                              | Departamento | Fundación                |
| --------------------------------------- | ----------------------------------- | ------------ | ------------------------ |
| Club Deportivo Américo Tesorieri        | San Fernando del Valle de Catamarca | Capital      | 13 de octubre de 1933    |
| Club Atlético Policial                  | San Fernando del Valle de Catamarca | Capital      | 31 de marzo de 1945      |
| Club Deportivo Chacarita                | San Fernando del Valle de Catamarca | Capital      | 19 de marzo de 1934      |
| Club Atlético Defensores del Norte      | San Fernando del Valle de Catamarca | Capital      | 25 de junio de 1937      |
| Club Sportivo Ferrocarriles del Estado  | Chumbicha                           | Capayán      | 15 de septiembre de 1946 |
| Club Atlético Independiente             | San Fernando del Valle de Catamarca | Capital      | 28 de febrero de 1920    |
| Asociación Juventud Unida de Santa Rosa | San Fernando del Valle de Catamarca | Capital      | 23 de mayo de 1963       |
| Club Deportivo Salta Central            | San Fernando del Valle de Catamarca | Capital      | 12 de octubre de 1984    |
| Club Atlético San Isidro                | Colonia Nueva Coneta                | Capayán      | 26 de julio de 2016      |
| Club Atlético San Lorenzo de Alem       | San Fernando del Valle de Catamarca | Capital      | 20 de mayo de 1936       |
| Club Atlético Vélez Sarsfield           | San Fernando del Valle de Catamarca | Capital      | 12 de febrero de 1928    |
| Club Sportivo Villa Cubas               | San Fernando del Valle de Catamarca | Capital      | 25 de agosto de 1932     |

### Distribución geográfica de los equipos
| Departamento | Cant. | Equipos |
| ------------ | ----- | --- |
| Capital      | 10    | Américo Tesorieri, Atlético Policial, Chacarita, Defensores del Norte, Independiente (C), Juventud Unida, Salta Central, San Lorenzo de Alem, Vélez Sarsfield y Villa Cubas. |
| Capayán      | 2     | Ferrocarriles (Chumbicha) y San Isidro (Nueva Coneta) |
| Total        | 12    | |

## Entrenadores
| Equipo                       | Entrenador (fechas)                      |
| ---------------------------- | ---------------------------------------- |
| Américo Tesorieri            | Marcelo Vega (1-9)                       |
| Atlético Policial            | Gonzalo Rodríguez (1-9)                  |
| Chacarita                    | Daniel Iriarte (1-9)                     |
| Defensores del Norte         | Hugo Soria (1-9)                         |
| Ferrocarriles (Chumbicha)    | Roque Ferreyra (1-9)                     |
| Independiente (Capital)      | Daniel Leiva (1-9)                       |
| Juventud Unida de Santa Rosa | Pablo Aredes (1-4) Gastón Grima (5-9)    |
| Salta Central                | Marcelo Mendoza (1-6) Rosario Lobo (7-9) |
| San Isidro (Nueva Coneta)    | Cristian Romero (1-9)                    |
| San Lorenzo de Alem          | Daniel Herrera (1-9)                     |
| Vélez Sarsfield              | Juan José Pauletto (1-9)                 |
| Villa Cubas                  | Néstor Agüero (1-9)                      |

## Estadios
| | | | |
| | | | |
| Estadio Malvinas Argentinas Ciudad: Catamarca Capacidad: 6 500 espectadores Propietario: Liga Catamarqueña de Fútbol | Polideportivo Municipal de Chumbicha Ciudad: Chumbicha Capacidad: 3 000 espectadores Propietario: Municipalidad de Capayán | Estadio Américo Tesorieri Ciudad: Catamarca Capacidad: 500 espectadores Propietario: Club Deportivo Américo Tesorieri | Estadio Independiente (C) Ciudad: Catamarca Capacidad: 100 espectadores Propietario: Club Atlético Independiente (C) |

## Competición

### Tabla de posiciones
| Pos. | Equipo                       | Pts. | PJ | PG | PE | PP | GF | GC | Dif. |
| ---- | ---------------------------- | ---- | -- | -- | -- | -- | -- | -- | ---- |
| 1.º  | Defensores del Norte         | 26   | 11 | 8  | 2  | 1  | 16 | 7  | 9    |
| 2.º  | Atlético Policial            | 20   | 11 | 6  | 2  | 3  | 19 | 10 | 9    |
| 3.º  | Ferrocarriles (Chumbicha)    | 19   | 11 | 6  | 1  | 4  | 21 | 13 | 8    |
| 4.º  | Américo Tesorieri            | 18   | 11 | 5  | 3  | 3  | 16 | 9  | 7    |
| 5.º  | San Lorenzo de Alem          | 17   | 11 | 5  | 2  | 4  | 18 | 13 | 5    |
| 6.º  | Vélez Sarsfield              | 14   | 11 | 8  | 2  | 1  | 18 | 8  | 10   |
| 7.º  | San Isidro (Nueva Coneta)    | 12   | 11 | 3  | 3  | 5  | 13 | 17 | −4   |
| 8.º  | Independiente (Capital)      | 9    | 11 | 2  | 3  | 6  | 10 | 15 | −5   |
| 9.º  | Villa Cubas                  | 8    | 11 | 5  | 5  | 1  | 20 | 10 | 10   |
| 10.º | Juventud Unida de Santa Rosa | 7    | 11 | 2  | 1  | 8  | 13 | 24 | −11  |
| 11.º | Salta Central                | 7    | 11 | 2  | 1  | 8  | 20 | 35 | −15  |
| 12.º | Chacarita                    | 4    | 11 | 1  | 1  | 9  | 8  | 31 | −23  |

|  | Campeón. Clasificado al Torneo Provincial 2023. |

| 1. 2. |

#### Evolución de las posiciones
| Equipo / Fecha            | 1  | 2  | 3  | 4  | 5  | 6  | 7  | 8  | 9  | 10 | 11 |
| ------------------------- | -- | -- | -- | -- | -- | -- | -- | -- | -- | -- | -- |
| Américo Tesorieri         | 3  | 2  | 1  | 1  | 3  | 6  | 5  | 6  | 6  | 5  | 4  |
| Atlético Policial         | 1  | 1  | 3  | 3  | 2  | 3  | 2  | 3  | 5  | 6  | 2  |
| Chacarita                 | 2  | 7  | 8  | 9  | 9  | 9  | 11 | 12 | 12 | 12 | 12 |
| Defensores del Norte      | 5  | 9  | 9  | 6  | 5  | 4  | 3  | 2  | 2  | 2  | 1  |
| Ferrocarriles (Chumbicha) | 7  | 4  | 5  | 7  | 7  | 5  | 6  | 5  | 4  | 3  | 3  |
| Independiente (Capital)   | 10 | 12 | 12 | 11 | 11 | 11 | 9  | 10 | 9  | 9  | 8  |
| Juventud Unida de S. Rosa | 9  | 11 | 11 | 12 | 12 | 12 | 10 | 9  | 10 | 10 | 10 |
| Salta Central             | 12 | 6  | 6  | 8  | 10 | 10 | 12 | 11 | 11 | 10 | 11 |
| San Isidro (Nueva Coneta) | 7  | 10 | 9  | 10 | 8  | 7  | 7  | 7  | 7  | 8  | 7  |
| San Lorenzo de Alem       | 10 | 5  | 4  | 4  | 6  | 8  | 8  | 8  | 8  | 7  | 5  |
| Vélez Sarsfield           | 3  | 3  | 2  | 2  | 1  | 1  | 1  | 1  | 1  | 1  | 6  |
| Villa Cubas               | 5  | 8  | 7  | 5  | 4  | 2  | 4  | 4  | 3  | 4  | 9  |

| 1. |

### Resultados
| Fecha 1                   | Fecha 1   | Fecha 1                      | Fecha 1             | Fecha 1          | Fecha 1 |
| Local                     | Resultado | Visita                       | Estadio             | Fecha            | Hora    |
| ------------------------- | --------- | ---------------------------- | ------------------- | ---------------- | ------- |
| San Isidro (Nueva Coneta) | 0 - 0     | Ferrocarriles (Chumbicha)    | Independiente (C)   | 16 de septiembre | 14:30   |
| Independiente (Capital)   | 0 - 1     | Vélez Sarsfield              | Independiente (C)   | 16 de septiembre | 16:30   |
| Atlético Policial         | 8 - 3     | Salta Central                | Malvinas Argentinas | 17 de septiembre | 14:30   |
| Américo Tesorieri         | 1 - 0     | San Lorenzo de Alem          | Malvinas Argentinas | 17 de septiembre | 16:30   |
| Chacarita                 | 2 - 1     | Juventud Unida de Santa Rosa | Malvinas Argentinas | 18 de septiembre | 14:30   |
| Defensores del Norte      | 1 - 1     | Villa Cubas                  | Malvinas Argentinas | 18 de septiembre | 16:30   |

| Fecha 2                      | Fecha 2   | Fecha 2                   | Fecha 2                              | Fecha 2          | Fecha 2 |
| Local                        | Resultado | Visita                    | Estadio                              | Fecha            | Hora    |
| ---------------------------- | --------- | ------------------------- | ------------------------------------ | ---------------- | ------- |
| Salta Central                | 2 - 1     | San Isidro (Nueva Coneta) | Independiente (C)                    | 23 de septiembre | 16:00   |
| Villa Cubas                  | 1 - 1     | Vélez Sarsfield           | Malvinas Argentinas                  | 23 de septiembre | 16:30   |
| Américo Tesorieri            | 4 - 1     | Independiente (Capital)   | Américo Tesorieri                    | 24 de septiembre | 16:00   |
| Ferrocarriles (Chumbicha)    | 1 - 0     | Defensores del Norte      | Polideportivo Municipal de Chumbicha | 24 de septiembre | 16:30   |
| San Lorenzo de Alem          | 6 - 1     | Chacarita                 | Malvinas Argentinas                  | 25 de septiembre | 14:30   |
| Juventud Unida de Santa Rosa | 1 - 2     | Atlético Policial         | Malvinas Argentinas                  | 25 de septiembre | 16:30   |

| Fecha 3                   | Fecha 3   | Fecha 3                      | Fecha 3             | Fecha 3          | Fecha 3 |
| Local                     | Resultado | Visita                       | Estadio             | Fecha            | Hora    |
| ------------------------- | --------- | ---------------------------- | ------------------- | ---------------- | ------- |
| San Isidro (Nueva Coneta) | 2 - 2     | Juventud Unida de Santa Rosa | Independiente (C)   | 30 de septiembre | 16:00   |
| Vélez Sarsfield           | 2 - 1     | Ferrocarriles (Chumbicha)    | Malvinas Argentinas | 1 de octubre     | 14:30   |
| Defensores del Norte      | 2 - 2     | Salta Central                | Américo Tesorieri   | 1 de octubre     | 14:30   |
| Chacarita                 | 0 - 1     | Américo Tesorieri            | Américo Tesorieri   | 1 de octubre     | 16:30   |
| Independiente (Capital)   | 2 - 2     | Villa Cubas                  | Malvinas Argentinas | 1 de octubre     | 16:30   |
| Atlético Policial         | 0 - 1     | San Lorenzo de Alem          | Malvinas Argentinas | 2 de octubre     | 16:30   |

| Fecha 4                      | Fecha 4   | Fecha 4                   | Fecha 4             | Fecha 4      | Fecha 4 |
| Local                        | Resultado | Visita                    | Estadio             | Fecha        | Hora    |
| ---------------------------- | --------- | ------------------------- | ------------------- | ------------ | ------- |
| San Lorenzo de Alem          | 2 - 2     | San Isidro (Nueva Coneta) | Malvinas Argentinas | 7 de octubre | 14:30   |
| Salta Central                | 1 - 2     | Vélez Sarsfield           | Independiente (C)   | 7 de octubre | 14:30   |
| Chacarita                    | 0 - 0     | Independiente (Capital)   | Independiente (C)   | 7 de octubre | 16:30   |
| Juventud Unida de Santa Rosa | 1 - 2     | Defensores del Norte      | Malvinas Argentinas | 7 de octubre | 16:30   |
| Ferrocarriles (Chumbicha)    | 0 - 1     | Villa Cubas               | Malvinas Argentinas | 8 de octubre | 16:30   |
| Américo Tesorieri            | 0 - 0     | Atlético Policial         | Malvinas Argentinas | 9 de octubre | 16:30   |

| Fecha 5                   | Fecha 5   | Fecha 5                      | Fecha 5             | Fecha 5       | Fecha 5 |
| Local                     | Resultado | Visita                       | Estadio             | Fecha         | Hora    |
| ------------------------- | --------- | ---------------------------- | ------------------- | ------------- | ------- |
| Atlético Policial         | 1 - 0     | Chacarita                    | Malvinas Argentinas | 13 de octubre | 21:00   |
| Independiente (Capital)   | 0 - 2     | Ferrocarriles (Chumbicha)    | Independiente (C)   | 14 de octubre | 16:30   |
| Vélez Sarsfield           | 1 - 0     | Juventud Unida de Santa Rosa | Malvinas Argentinas | 14 de octubre | 19:00   |
| Villa Cubas               | 3 - 0     | Salta Central                | Malvinas Argentinas | 14 de octubre | 21:00   |
| San Isidro (Nueva Coneta) | 1 - 0     | Américo Tesorieri            | Malvinas Argentinas | 19 de octubre | 19:00   |
| Defensores del Norte      | 2 - 1     | San Lorenzo de Alem          | Malvinas Argentinas | 19 de octubre | 21:00   |

| Fecha 6                      | Fecha 6   | Fecha 6                   | Fecha 6             | Fecha 6       | Fecha 6 |
| Local                        | Resultado | Visita                    | Estadio             | Fecha         | Hora    |
| ---------------------------- | --------- | ------------------------- | ------------------- | ------------- | ------- |
| Atlético Policial            | 1 - 1     | Independiente (Capital)   | Malvinas Argentinas | 20 de octubre | 21:00   |
| Salta Central                | 3 - 5     | Ferrocarriles (Chumbicha) | Malvinas Argentinas | 21 de octubre | 19:00   |
| Juventud Unida de Santa Rosa | 0 - 3     | Villa Cubas               | Malvinas Argentinas | 21 de octubre | 21:00   |
| Chacarita                    | 0 - 2     | San Isidro (Nueva Coneta) | Malvinas Argentinas | 23 de octubre | 15:00   |
| San Lorenzo de Alem          | 1 - 1     | Vélez Sarsfield           | Malvinas Argentinas | 26 de octubre | 19:00   |
| Américo Tesorieri            | 0 - 1     | Defensores del Norte      | Malvinas Argentinas | 26 de octubre | 21:00   |

| Fecha 7                   | Fecha 7   | Fecha 7                      | Fecha 7             | Fecha 7         | Fecha 7 |
| Local                     | Resultado | Visita                       | Estadio             | Fecha           | Hora    |
| ------------------------- | --------- | ---------------------------- | ------------------- | --------------- | ------- |
| Ferrocarriles (Chumbicha) | 2 - 3     | Juventud Unida de Santa Rosa | Malvinas Argentinas | 27 de octubre   | 21:00   |
| Independiente (Capital)   | 2 - 1     | Salta Central                | Independiente (C)   | 28 de octubre   | 16:30   |
| San Isidro (Nueva Coneta) | 0 - 1     | Atlético Policial            | Malvinas Argentinas | 1 de noviembre  | 19:00   |
| Vélez Sarsfield           | 1 - 1     | Américo Tesorieri            | Malvinas Argentinas | 1 de noviembre  | 21:00   |
| Defensores del Norte      | 2 - 0     | Chacarita                    | Malvinas Argentinas | 2 de noviembre  | 21:00   |
| Villa Cubas               | 1 - 1     | San Lorenzo de Alem          | Malvinas Argentinas | 23 de noviembre | 21:00   |

| Fecha 8                      | Fecha 8   | Fecha 8                   | Fecha 8             | Fecha 8        | Fecha 8 |
| Local                        | Resultado | Visita                    | Estadio             | Fecha          | Hora    |
| ---------------------------- | --------- | ------------------------- | ------------------- | -------------- | ------- |
| San Lorenzo de Alem          | 1 - 2     | Ferrocarriles (Chumbicha) | Malvinas Argentinas | 2 de noviembre | 19:00   |
| Juventud Unida de Santa Rosa | 2 - 1     | Salta Central             | Malvinas Argentinas | 3 de noviembre | 21:00   |
| San Isidro (Nueva Coneta)    | 2 - 1     | Independiente (Capital)   | Malvinas Argentinas | 8 de noviembre | 19:00   |
| Américo Tesorieri            | 0 - 0     | Villa Cubas               | Malvinas Argentinas | 8 de noviembre | 21:00   |
| Chacarita                    | 2 - 5     | Vélez Sarsfield           | Malvinas Argentinas | 9 de noviembre | 19:00   |
| Atlético Policial            | 1 - 2     | Defensores del Norte      | Malvinas Argentinas | 9 de noviembre | 21:00   |

| Fecha 9                   | Fecha 9   | Fecha 9                      | Fecha 9             | Fecha 9         | Fecha 9 |
| Local                     | Resultado | Visita                       | Estadio             | Fecha           | Hora    |
| ------------------------- | --------- | ---------------------------- | ------------------- | --------------- | ------- |
| Ferrocarriles (Chumbicha) | 2 - 0     | Américo Tesorieri            | Malvinas Argentinas | 15 de noviembre | 19:00   |
| Vélez Sarsfield           | 1 - 0     | Atlético Policial            | Malvinas Argentinas | 15 de noviembre | 21:00   |
| Salta Central             | 1 - 2     | San Lorenzo de Alem          | Malvinas Argentinas | 16 de noviembre | 19:00   |
| Villa Cubas               | 4 - 1     | Chacarita                    | Malvinas Argentinas | 16 de noviembre | 21:00   |
| Independiente (Capital)   | 3 - 1     | Juventud Unida de Santa Rosa | Malvinas Argentinas | 17 de noviembre | 19:00   |
| Defensores del Norte      | 2 - 0     | San Isidro (Nueva Coneta)    | Malvinas Argentinas | 17 de noviembre | 21:00   |

| Fecha 10                  | Fecha 10  | Fecha 10                     | Fecha 10            | Fecha 10        | Fecha 10 |
| Local                     | Resultado | Visita                       | Estadio             | Fecha           | Hora     |
| ------------------------- | --------- | ---------------------------- | ------------------- | --------------- | -------- |
| Chacarita                 | 0 - 5     | Ferrocarriles (Chumbicha)    | Malvinas Argentinas | 21 de noviembre | 19:00    |
| San Isidro (Nueva Coneta) | 1 - 3     | Vélez Sarsfield              | Malvinas Argentinas | 21 de noviembre | 21:00    |
| Américo Tesorieri         | 6 - 3     | Salta Central                | Malvinas Argentinas | 22 de noviembre | 19:00    |
| Defensores del Norte      | 1 - 0     | Independiente (Capital)      | Malvinas Argentinas | 22 de noviembre | 21:00    |
| San Lorenzo de Alem       | 3 - 2     | Juventud Unida de Santa Rosa | Malvinas Argentinas | 29 de noviembre | 19:00    |
| Atlético Policial         | 2 - 0     | Villa Cubas                  | Malvinas Argentinas | 30 de noviembre | 21:00    |

| Fecha 11                     | Fecha 11  | Fecha 11                  | Fecha 11            | Fecha 11        | Fecha 11 |
| Local                        | Resultado | Visita                    | Estadio             | Fecha           | Hora     |
| ---------------------------- | --------- | ------------------------- | ------------------- | --------------- | -------- |
| Juventud Unida de Santa Rosa | 0 - 3     | Américo Tesorieri         | Malvinas Argentinas | 24 de noviembre | 19:00    |
| Ferrocarriles (Chumbicha)    | 1 - 3     | Atlético Policial         | Malvinas Argentinas | 24 de noviembre | 21:00    |
| Salta Central                | 4 - 2     | Chacarita                 | Malvinas Argentinas | 26 de noviembre | 19:00    |
| Villa Cubas                  | 4 - 2     | San Isidro (Nueva Coneta) | Malvinas Argentinas | 26 de noviembre | 21:00    |
| Vélez Sarsfield              | 0 - 1     | Defensores del Norte      | Malvinas Argentinas | 29 de noviembre | 21:00    |
| Independiente (Capital)      | 0 - 1     | San Lorenzo de Alem       | Malvinas Argentinas | 7 de diciembre  | 21:00    |

| 1. 2. |

## Estadísticas

### Goleadores
| Jugador            | Equipo                       | Goles |
| ------------------ | ---------------------------- | ----- |
| Enzo Mercado Rusch | Vélez Sarsfield              | 6     |
| Francisco Noriega  | Salta Central                | 5     |
| Cristian Salcedo   | Salta Central                | 4     |
| Elías Peralta      | Ferrocarriles (Chumbicha)    | 4     |
| Marcos Agüero      | Juventud Unida de Santa Rosa | 4     |
| Martín Agüero      | Atlético Policial            | 4     |

| Adrián Bustamante         | San Isidro (Nueva Coneta)    | 3 |
| Agustín González Silva    | Villa Cubas                  | 3 |
| Alejandro Carrizo         | Salta Central                | 3 |
| Cristian Luján            | Villa Cubas                  | 3 |
| Diego Rearte              | San Lorenzo de Alem          | 3 |
| Esteban Valatkevicnis     | Villa Cubas                  | 3 |
| Francisco Bustamante      | San Isidro (Nueva Coneta)    | 3 |
| Franco Arrascaeta         | Villa Cubas                  | 3 |
| Gerásimo Carrizo          | Ferrocarriles (Chumbicha)    | 3 |
| Ignacio Gordillo          | Defensores del Norte         | 3 |
| José Romero               | Ferrocarriles (Chumbicha)    | 3 |
| Luis Seco                 | Atlético Policial            | 3 |
| Leandro Santander         | Ferrocarriles (Chumbicha)    | 3 |
| Matías Delgado Bustamante | San Isidro (Nueva Coneta)    | 3 |
| Maximiliano Luna          | Vélez Sarsfield              | 3 |
| Rodrigo Chávez            | Defensores del Norte         | 3 |
| Ronald Tapia              | San Lorenzo de Alem          | 3 |
| Sergio Carrizo            | Américo Tesorieri            | 3 |
| Agustín Canil             | Chacarita                    | 2 |
| Agustín Millán            | Chacarita                    | 2 |
| Alexis Vega               | Villa Cubas                  | 2 |
| David Noriega             | Salta Central                | 2 |
| Enzo Guerra               | Independiente (Capital)      | 2 |
| Facundo Romero            | San Isidro (Nueva Coneta)    | 2 |
| Gonzalo Zárate            | Defensores del Norte         | 2 |
| Jorge Agüero              | Juventud Unida de Santa Rosa | 2 |
| Juan Cruz Herrera         | San Lorenzo de Alem          | 2 |
| Lucas Vargas              | Ferrocarriles (Chumbicha)    | 2 |
| Luciano Castro            | Américo Tesorieri            | 2 |
| Luis Castillo             | Atlético Policial            | 2 |
| Marcos Elizondo           | Salta Central                | 2 |
| Mariano Hernández         | Atlético Policial            | 2 |
| Mario Córdoba             | Vélez Sarsfield              | 2 |
| Nelson Paredes            | Ferrocarriles (Chumbicha)    | 2 |
| Néstor Tapia              | Américo Tesorieri            | 2 |
| Rafael Sosa               | Vélez Sarsfield              | 2 |
| Tobías Chazampi           | Américo Tesorieri            | 2 |
| Tomás Chaile              | Defensores del Norte         | 2 |
| Tomás Soria               | Atlético Policial            | 2 |
| Alejandro Tello           | San Lorenzo de Alem          | 1 |
| Alexis Casas              | Juventud Unida de Santa Rosa | 1 |
| Álvaro Sánchez            | Ferrocarriles (Chumbicha)    | 1 |
| Andrés Vega               | Chacarita                    | 1 |
| Arian Giordano            | San Lorenzo de Alem          | 1 |
| Ariel Ortega              | San Isidro (Nueva Coneta)    | 1 |
| Brandon Herrera           | Independiente (Capital)      | 1 |
| Carlos Herrera            | Chacarita                    | 1 |
| Cristian Rodríguez        | Defensores del Norte         | 1 |
| Daniel Solohaga           | Américo Tesorieri            | 1 |
| Diego Barros              | Defensores del Norte         | 1 |
| Diego Vergara Seco        | Defensores del Norte         | 1 |
| Emanuel Ceballos          | Atlético Policial            | 1 |
| Facundo Carrizo           | Américo Tesorieri            | 1 |
| Facundo Santillán         | San Lorenzo de Alem          | 1 |
| Fernando Novillo          | Chacarita                    | 1 |
| Francisco Cisneros        | Salta Central                | 1 |
| Gabriel Galíndez          | Atlético Policial            | 1 |
| Gabriel Soria             | Salta Central                | 1 |
| Gastón Barrionuevo        | Américo Tesorieri            | 1 |
| Gastón Romero             | Villa Cubas                  | 1 |
| Gastón Villarreal         | Vélez Sarsfield              | 1 |
| Gonzalo Aranda            | Américo Tesorieri            | 1 |
| Gonzalo Castro            | Atlético Policial            | 1 |
| Gonzalo Romero            | Villa Cubas                  | 1 |
| Guillermo Herrera         | Juventud Unida de Santa Rosa | 1 |
| Guillermo Ramírez         | Vélez Sarsfield              | 1 |
| Hernán Romero             | Villa Cubas                  | 1 |
| Jair Casas                | Salta Central                | 1 |
| Jonathan Hauy             | Ferrocarriles (Chumbicha)    | 1 |
| Juan Aballay              | Villa Cubas                  | 1 |
| Juan Carlos Salcedo       | San Lorenzo de Alem          | 1 |
| Kevin Heredia             | Vélez Sarsfield              | 1 |
| Lautaro Gordillo          | Independiente (Capital)      | 1 |
| Leonardo Cisneros         | Salta Central                | 1 |
| Leonel Carrión            | Ferrocarriles (Chumbicha)    | 1 |
| Lucas Carrizo             | Américo Tesorieri            | 1 |
| Luis Castellano           | Américo Tesorieri            | 1 |
| Marcos Córdoba            | Ferrocarriles (Chumbicha)    | 1 |
| Marcos Montoya            | Vélez Sarsfield              | 1 |
| Martín Bordonaro          | San Lorenzo de Alem          | 1 |
| Mateo Vela                | Independiente (Capital)      | 1 |
| Matías Agüero             | Juventud Unida de Santa Rosa | 1 |
| Matías Martín             | Juventud Unida de Santa Rosa | 1 |
| Mauro Ferreyra            | Independiente (Capital)      | 1 |
| Maximiliano Artero        | Atlético Policial            | 1 |
| Maximiliano López         | Independiente (Capital)      | 1 |
| Maximiliano Páez Torres   | Juventud Unida de Santa Rosa | 1 |
| Miguel Rizzardo           | Villa Cubas                  | 1 |
| Néstor Tapia              | Salta Central                | 1 |
| Nicolás Bustamante        | San Isidro (Nueva Coneta)    | 1 |
| Pedro Quiroga             | Defensores del Norte         | 1 |
| Ramón Ruíz                | Chacarita                    | 1 |
| Renzo Salcedo             | Independiente (Capital)      | 1 |
| Rodrigo Herrera Gaitán    | San Lorenzo de Alem          | 1 |
| Samuel Guanco             | Villa Cubas                  | 1 |
| Uriel Castillo            | Independiente (Capital)      | 1 |
| Walter Bazán              | Independiente (Capital)      | 1 |
| Walter Luján              | San Lorenzo de Alem          | 1 |

### Autogoles
| Jugador          | Equipo                    | Anot. | Jornada  |
| ---------------- | ------------------------- | ----- | -------- |
| Enzo Fernández   | Independiente (Capital)   | 1     | 2ª Fecha |
| Gerásimo Carrizo | Ferrocarriles (Chumbicha) | 1     | 3ª Fecha |
| Julio Jaime      | Chacarita                 | 1     | 8ª Fecha |

### Tabla Anual
Las tablas de rendimiento no reflejan la clasificación final de los equipos, sino que muestran el rendimiento de los mismos atendiendo a la ronda final alcanzada.
El rendimiento corresponde a la proporción de puntos obtenidos sobre el total de puntos disputados.
| Pos. | Equipos                      | AN. | CL. | Pts. | PJ | PG | PE | PP | GF | GC | Dif | Rend. |
| ---- | ---------------------------- | --- | --- | ---- | -- | -- | -- | -- | -- | -- | --- | ----- |
| 1    | Defensores del Norte         | 22  | 26  | 48   | 22 | 15 | 3  | 4  | 35 | 19 | 16  | 72.7% |
| 2    | San Lorenzo de Alem          | 25  | 17  | 42   | 22 | 13 | 3  | 6  | 42 | 22 | 20  | 63.6% |
| 3    | Américo Tesorieri            | 23  | 18  | 41   | 22 | 12 | 5  | 5  | 33 | 17 | 16  | 62.1% |
| 4    | Atlético Policial            | 19  | 20  | 39   | 22 | 11 | 6  | 5  | 39 | 23 | 16  | 59.1% |
| 5    | Vélez Sarsfield              | 18  | 14  | 32   | 22 | 13 | 5  | 4  | 35 | 16 | 19  | 48.5% |
| 6    | San Isidro (Nueva Coneta)    | 18  | 12  | 30   | 19 | 8  | 6  | 5  | 22 | 18 | 4   | 52.6% |
| 7    | Villa Cubas                  | 20  | 8   | 28   | 22 | 11 | 7  | 4  | 45 | 25 | 20  | 42.4% |
| 8    | Independiente (Capital)      | 18  | 9   | 27   | 22 | 7  | 6  | 9  | 24 | 26 | -2  | 40.9% |
| 9    | Ferrocarriles (Chumbicha)    | 5   | 19  | 24   | 22 | 7  | 3  | 12 | 30 | 31 | -1  | 36.4% |
| 10   | Juventud Unida de Santa Rosa | 12  | 7   | 19   | 22 | 5  | 4  | 13 | 27 | 49 | -22 | 28.8% |
| 11   | Salta Central                | 11  | 7   | 18   | 22 | 5  | 3  | 14 | 38 | 55 | -17 | 27.3% |
| 12   | Chacarita                    | 9   | 4   | 13   | 22 | 4  | 1  | 17 | 16 | 51 | -35 | 19.7% |